# Campeonato Mundial de BMX
O Campeonato Mundial de BMX é uma competição do esporte BMX mais importante a nível internacional. É organizado anualmente desde 1996 pela União Ciclística Internacional (UCI). Anteriormente, foram realizados campeonatos mundiais, mas não sob a direção da UCI.

## Edições
| N.º    | Ano  | Sede             | País           |
| ------ | ---- | ---------------- | -------------- |
| I      | 1996 | Brighton         | Reino Unido    |
| II     | 1997 | Saskatoon        | Canadá         |
| III    | 1998 | Melbourne        | Austrália      |
| IV     | 1999 | Vallet           | França         |
| V      | 2000 | Córdova          | Argentina      |
| VI     | 2001 | Louisville       | Estados Unidos |
| VII    | 2002 | Paulínia         | Brasil         |
| VIII   | 2003 | Perth            | Austrália      |
| IX     | 2004 | Valkenswaard     | Países Baixos  |
| X      | 2005 | Paris            | França         |
| XI     | 2006 | São Paulo        | Brasil         |
| XII    | 2007 | Victoria         | Canadá         |
| XIII   | 2008 | Taiyuan          | China          |
| XIV    | 2009 | Adelaide         | Austrália      |
| XV     | 2010 | Pietermaritzburg | África do Sul  |
| XVI    | 2011 | Copenhague       | Dinamarca      |
| XVII   | 2012 | Birmingham       | Reino Unido    |
| XVIII  | 2013 | Auckland         | Nova Zelândia  |
| XIX    | 2014 | Roterdã          | Países Baixos  |
| XX     | 2015 | Zolder           | Bélgica        |
| XXI    | 2016 | Medellín         | Colômbia       |
| XXII   | 2017 | Rock Hill        | Estados Unidos |
| XXIII  | 2018 | Baku             | Azerbaijão     |
| XXIV   | 2019 | Heusden-Zolder   | Bélgica        |
| -      | 2020 | Houston          | Estados Unidos |
| XXV    | 2021 | Arnhem           | Países Baixos  |
| XXVI   | 2022 | Nantes           | França         |
| XXVII  | 2023 | Glasgow          | Reino Unido    |
| XXVIII | 2024 | Rock Hill        | Estados Unidos |
| XXIX   | 2025 | Copenhagen       | Dinamarca      |